# 朝天桥
朝天桥，是位于中国福建省宁德市蕉城区蕉北街道北大路的一个宋代古建筑，宁德市（县级）人民政府于1992年12月将其公布为第二批县级文物保护单位。
朝天桥始建于北宋元丰年间，是一座南北走向的单孔石拱桥，长8米，宽6米，孔跨度7.8米，矢高3.8米。